# فيكتور هيك
فيكتور هيك (بالإنجليزية: Victor Heck)‏ (20 يوليو 1967، سانت لويس في الولايات المتحدة)؛ روائي أمريكي.

## روابط خارجية
- فيكتور هيك على موقع IMDb (الإنجليزية)